# Usia pusilla
Usia pusilla är en tvåvingeart som beskrevs av Johann Wilhelm Meigen 1820. Usia pusilla ingår i släktet Usia och familjen svävflugor. Inga underarter finns listade i Catalogue of Life.